# 성경방송 네트워크
성경방송 네트워크(영어: Bible Broadcasting Network)는 미국 노스캐롤라이나주 샬럿에 있는 라디오 방송국이다.

## 개요
주로 인터넷 라디오에 의해 영어, 스페인어, 포르투갈어, 독일어, 러시아어, 중국어, 일본어, 한국어로 매일 성경 봉독과 기독교의 메시지를 방송하고 있다.
또한 북아메리카 및 남아메리카의 14개국에 FM, AM 방송국을 소유하고 있으며 성경에 관한 방송을 실시하고 있다.

## 역사
1968년 5월 28일이 방송국 사장인 로웰 데비가 노퍽에 있던 방송국을 사려고 했지만 매입하지 못했다. 그러나 그 일년 후, 사려고 했던 방송국이 파산하고 로웰은 매입하는 데 성공했다.
그리고 1971년 10월 2일에 방송국으로 인정을 받았다.